# Eric Delaney
Eric Delaney (22. maj 1924 i London – 14. juli 2011) var en engelsk trommeslager og percussionist.
Delaney var nok mest kendt som jazztrommeslager i bigband-sammenhæng, men spillede også pop- og rockmusik i underholdningsstil. Han spillede desuden pauke, xylofon, klokkespil, vibrafon, gong, lilletromme og tom-tom. 
Han var kapelmester fra midt i 1950'erne og op igennem 1960'erne med sit eget bigband, hvor han var solist på trommer, pauker og percussion.  Delaney hørte til Buddy Rich- og Louis Bellson-traditionen på trommer, men tilegnede sig også rockens rytmer.
Han indspillede en del plader i eget navn.

## Udvalgt diskografi
- Mainly Delaney
- At The London Palladium
- Big Noise from Winnetka
- Skin Ed